# ガンバとカワウソの冒険
『ガンバとカワウソの冒険』（ガンバとカワウソのぼうけん）は、斎藤惇夫の児童文学作品。挿絵は薮内正幸。岩波書店刊。

## 概要
「四の島」を舞台に、野犬たちに追われるカワウソたち、およびそれを助けようとするガンバとその仲間たちの冒険が描かれる。
『グリックの冒険』に登場したガンバを主人公としたスピンオフ作品の二作目であり、『ガンバの冒険』シリーズの最終作とされる。時系列では『グリックの冒険』よりも後の出来事と設定されている。
斎藤が薮内正幸と話していて絶滅動物の話題となった際、ニホンカワウソが絶滅寸前であることを知ったのが執筆の動機であるという。日本カワウソは第二次世界大戦後、四国にわずかに生息するのみとなっていた（ニホンカワウソ#人間との関わり参照）。
作品中では明言されていないが、地形より仁淀川と四万十川が作品の舞台のモデルとなっていることが明らかである。

## ストーリー
ドブネズミのガンバが冒険者となった一周年記念の旅行を4週間後に控えたある日、彼はかつて町ネズミだったころのねぐらに戻ってきていた。
久しぶりの我が家を懐かしむガンバの元に、マンプク、ガクシャ、イカサマ、シジンの四人がやって来た。
彼らは、ガンバに四の島へ行ったきり帰ってこないシジンの恋人、ナギサを探すことを持ちかける。
大旅行の前のちょっとした散歩のつもりでナギサ探しを始めたガンバたちだったが、どうやら彼女が戻ってこないのには、もはや絶滅したと思われていたカワウソに関係があるらしく……

## キャラクター
ネズミたち
前作から引き続き、以下のキャラクターが登場する。
ガンバ
マンプク
ガクシャ
イダテン
ヨイショ
バレット
バス、テノール
シジン
イカサマ
ジャンプ
アナホリ
カリック
今作からのキャラクター
チョンギレ
シワヨセ
アワテ
夢見が島からガンバたちについて来た三匹のネズミ。
ナギサ
シジンが故郷の雪国から旅立つ際に偶然に出会った女のネズミ。
乗船の権利をシジンに譲ってもらい、「いつか帰ってくる」という言葉を残して旅立つが、そのまま戻ってきていない。
忠助おやじ
港でネズミ達に乗船許可を出している老ネズミ。かつて乗船の権利を誰かに譲って以来、ずっとこの仕事についている。
オバハン
忠助おやじと同じく、四の島の港で乗船許可を出している女の中年ネズミ。川沿いのネズミ達にガンバたちの道案内を頼む。
ウキクサ
野犬たちにカワウソの母親が殺されるのを目撃したというネズミ。カワウソ探しのため、ガンバたちに同行する。
カモメ
キマグレ
四の島ゆきのフェリーでガンバたちが出会ったカモメ。命名者はイカサマ。
ガンバたちを「地を這うもの」と見下した態度で呼び、風の向くままに飛んでいると言うが、なぜか毎日のように彼らの元へやってくる。
カワウソ
カモク
野犬たちに母親を殺された子供のカワウソ。命名者はイカサマ。ショックからか喋る能力を失っている。
カワモ
ナギサと共に暮らしていたカワウソ。四の島に父親と共にやってきて住み着いている。
カワモの父親
本編での名前は不明。後ろ足が不自由で、歩くことができない。
ヤマモモ
カワモの母親
野犬たち
かつてヒトのカワウソ狩りに使われ、今では殺すためだけにカワウソを追う野犬たち。
黒犬
7頭の中で最も体格の大きい野犬たちのリーダー。鼻に一本の白い筋が入っている。
赤毛
ブチ
シバ犬
茶色の雑種
背中の毛が半分抜けた薄汚い白犬
茶黒のブチの雑種

## 映画
アニメ「ガンバの冒険」の劇場版「冒険者たち ガンバと7匹のなかま」の続編として制作。

## 関連作品
- グリックの冒険
- 冒険者たち ガンバと15ひきの仲間